# Jean Vallière
Jean Vallière (* um 1483 in Falaise; † 8. August 1523 in Paris) war ein Augustinermönch und der erste evangelische Märtyrer Frankreichs.

## Leben
Jean Vallière war zunächst Augustinermönch. In Meaux lernte er den Reformer Jacques Lefèvre d’Étaples kennen, einen Anhänger der Lehren von Martin Luther. Was er genau geglaubt, gesagt oder getan hat, ist nicht mehr überliefert. Aber er wurde 1523 wegen gotteslästerlicher Reden und „lutherischer Häresie“ von der Inquisition angeklagt, vom Gericht verurteilt und als Ketzer vor der Kathedrale Notre-Dame verbrannt. Zuvor wurde ihm die Zunge herausgerissen. Er war der erste Märtyrer der damals entstehenden Hugenotten, wie die Protestanten Frankreichs genannt wurden.
Der Gedenktag im evangelischen Namenkalender ist der 8. August, sein Todestag.